# 山門郡
- 令制国一覧 > 西海道 > 筑後国 > 山門郡
- 日本 > 九州地方 > 福岡県 > 山門郡

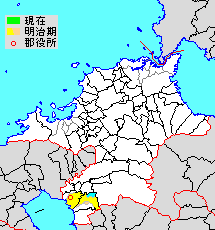
福岡県山門郡の位置（薄黄：後に他郡に編入された区域 水色：後に他郡から編入した区域）

山門郡（やまとぐん）は、筑後国（現在の福岡県南部地域）にあった郡。

## 郡域
1878年（明治11年）に行政区画として発足した当時の郡域は、下記の区域にあたる。
- 柳川市の大部分（三橋町各町以南かつ沖端川以東）
- みやま市の大部分（瀬高町上庄、瀬高町下庄、瀬高町小川、瀬高町大草、山川町河原内以南かつ高田町徳島、瀬高町河内、瀬高町太神、高田町海津、高田町竹飯、高田町飯江、山川町各町以北）

## 歴史
『日本書紀』に記された神功皇后が土蜘蛛の田油津媛を討ったとされる山門県に比定される。
また、神武天皇即位以前の、ヤマト王権の祖先の原拠高天原であったとする説がある。
また「ヤマト」という音の類似から邪馬台国の所在に関する論争において、山門郡を邪馬台国の所在地とする説がある。
松本清張編『邪馬台国99の謎』（1975年、産報ブックス）「74 北部九州出土の漢鏡は邪馬台国の資料となるか」において森浩一は「山門郡では、後漢の獣帯鏡が三面出土したことを江戸時代の『耽奇漫録』の一つの写本が拓本いりで記録し、注目される」と記している。

### 近世以降の沿革
- 明治初年時点では全域が筑後柳河藩領であった。「旧高旧領取調帳」に記載されている明治初年時点での村は以下の通り。（1町113村）

柳川城下、木本村、下起田村、上起田村、中矢加部村、吉開村、磯鳥村、新村、瀬高下庄村、北高柳村、南高柳村、東津留村、西津留村、開村、南浜田村、北浜田村、堀切村、吉里村、長島村、下小川村、井手上村、真木村、有富村、金栗村、大竹村、上小川村、堀池園村、広安村、大江村、宮園村、南海津村、北海津村、藤尾村、朝日村、河原内村、松延村、北広田村、南広田村、堤村、大塚村、草場村、本吉村、大木村、在力村、中尾村、竹井村、野町村、飯尾村、飯江村、立山村、佐野村、中原村、三峰村、小萩村、北関村、真弓村、原町村、中山村、瀬高上庄村、五拾町村、下棚町村、中棚町村、上棚町村、江崎村、二丁新開村、鷹尾村、皿垣村、南野村、作出村、泰仙寺村、古川開、皿垣開、江島開、明官開、南野開、上塩塚村、下塩塚村、四拾町村、野田村、下垂見村、上垂見村、白鳥村、上久末村、下久末村、島堀切村、中島村、東百町村、西百町村、正行村、蒲船津村、下百町村、高畑村、今古賀村、江曲村、築籠村、猟町村、新田村、上宮永村、下宮永村、安良開村、東開村、西開村、弥四郎村、吉富村、矢留村、藤吉村、端地村、鬼童村、枝光村、正段島村、南矢加部村、柳河村、南徳益村、北徳益村
- 明治4年
  - 7月14日（1871年8月29日） - 廃藩置県により、柳河県の管轄となる。
  - 11月14日（1871年12月25日） - 第1次府県統合により、全域が三潴県の管轄となる。
- 明治初年
  - 矢部川下流左岸の新地より徳島村が起立。（1町114村）
  - 上棚町村が改称して棚町村となる（明治4 - 9年の間）。
- 明治9年（1876年） - 三潴県により以下の町村の統合が行われる。（1町67村）

- 起田村 ← 下起田村、上起田村
- 高柳村 ← 北高柳村、南高柳村
- 六合村 ← 西津留村、下棚町村、中棚町村、江崎村、二丁新開村、古川開
- 河内村 ← 開村、堀切村、吉里村
- 浜田村 ← 南浜田村、北浜田村
- 太神村 ← 長島村、下小川村、井手上村
- 小川村 ← 金栗村、上小川村、堀池園村
- 大広園村 ← 広安村、宮園村、大木村
- 海津村 ← 南海津村、北海津村
- 山門村 ← 藤尾村、朝日村、堤村
- 松田村 ← 松延村、北広田村
- 清水村 ← 南広田村、在力村
- 大草村 ← 大塚村、草場村

- 尾野村 ← 中尾村、野町村
- 竹飯村 ← 竹井村、飯尾村
- 甲田村 ← 佐野村、中原村
- 重富村 ← 三峰村、小萩村
- 栄村 ← 皿垣村、南野村、作出村、江島開
- 明野村 ← 明官開、南野開、
- 塩塚村 ← 上塩塚村、下塩塚村
- 豊原村 ← 四拾町村、野田村
- 垂見村 ← 下垂見村、上垂見村
- 久末村 ← 上久末村、下久末村
- 百町村 ← 東百町村、西百町村
- 佃村 ← 築籠村、猟町村、新田村、
- 筑紫村 ← 端地村、鬼童村、正段島村
- 徳益村 ← 南徳益村、北徳益村

- 中矢加部村・南矢加部村が柳河村に、真木村・有富村が大江村に、大竹村が瀬高下庄村に、島堀切村が鷹尾村に、安良開村が上宮永村にそれぞれ合併。
- 8月21日 - 第2次府県統合により福岡県の管轄となる。

- 明治11年（1878年）11月1日 - 郡区町村編制法の福岡県での施行により、行政区画としての山門郡が発足。郡役所が柳川に設置。
- 明治12年（1879年） - 下妻郡広瀬村・小田村・長田村・坂田村・本郷村・文広村の所属郡が本郡に変更。（1町73村）
- 明治16年（1883年） - 瀬高下庄村が下庄町に、瀬高上庄村が上庄町にそれぞれ改称。（3町71村）

### 町村制以降の沿革

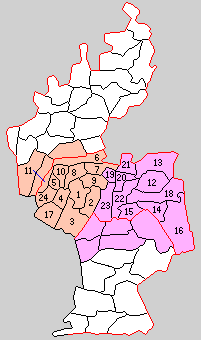
1.塩塚村 2.鷹尾村 3.有明村 4.東宮永村 5.城内村 6.川北村 7.川辺村 8.宮ノ内村 9.垂見村 10.柳河町 11.沖端村 12.清水村 13.水上村 14.富原村 15.竹海村 16.万里小路村 17.両開村 18.緑村 19.上瀬高町 20.下瀬高町 21.本郷村 22.小川村 23.河沿村 24.西宮永村（橙：柳川市 桃：みやま市）

- 明治22年（1889年）4月1日 - 町村制の施行により、以下の町村が発足。（3町21村）
  - 塩塚村 ← 豊原村、塩塚村、徳益村、栄村［一部］（現・柳川市）
  - 鷹尾村 ← 鷹尾村、六合村（現・柳川市）
  - 有明村 ← 明野村、皿垣開、中島村、栄村［大部分］（現・柳川市）
  - 東宮永村 ← 下宮永村、佃村（現・柳川市）
  - 城内村 ← 柳川城下の一部［旧城郭内13町[12]］（現・柳川市）
  - 川北村 ← 柳河村、枝光村、磯鳥村、木本村、起田村、吉開村、新村（現・柳川市）
  - 川辺村 ← 百町村、久末村、中山村（現・柳川市）
  - 宮ノ内村 ← 江曲村、藤吉村、今古賀村、下百町村、蒲船津村、正行村、高畑村（現・柳川市）
  - 垂見村 ← 垂見村、白鳥村、棚町村、五拾町村（現・柳川市）
  - 柳河町 ← 柳川城下の一部［柳河市街29町[13]］、筑紫村［字元町］（現・柳川市）
  - 沖端村 ← 筑紫村［字元町を除く］、柳川城下［稲荷町・沖端町・矢留町］、矢留村（現・柳川市）
  - 清水村 ← 大草村、山門村、本吉村（現・みやま市）
  - 水上村 ← 長田村、坂田村、小田村、広瀬村（現・みやま市）
  - 富原村 ← 尾野村、立山村、原町村（現・みやま市）
  - 竹海村 ← 海津村、竹飯村［大部分］（現・みやま市）
  - 万里小路村 ← 甲田村、重富村、北関村、真弓村（現・みやま市）
  - 西宮永村 ← 吉富村、弥四郎村、上宮永村（現・柳川市）
  - 緑村 ← 松田村、大広園村、清水村、河原内村（現・みやま市）
  - 上瀬高町 ← 上庄町、下庄町［一部］（現・みやま市）
  - 下瀬高町（下庄町の大部分が単独村制。現・みやま市）
  - 本郷村 ← 本郷村、文広村（現・みやま市）
  - 小川村 ← 大江村、太神村、小川村（現・みやま市）
  - 河沿村 ← 高柳村、東津留村、浜田村、泰仙寺村、河内村（現・みやま市）
  - 両開村 ← 東開村、西開村（現・柳川市）
  - 飯江村が三池郡飯江村、徳島村が同郡江浦村、竹飯村の一部が同郡岩田村の一部となる。
- 明治29年（1896年）7月1日 - 郡制を施行。
- 明治34年（1901年）1月1日 - 上瀬高町・下瀬高町が合併して瀬高町が発足。（2町21村）
- 明治40年（1907年）
  - 1月1日（2町14村）
    - 富原村・竹海村・万里小路村および緑村の一部（清水・河原内）が合併して山川村が発足。
    - 瀬高町・本郷村・小川村・河沿村および緑村の残部（松田・大広園）が合併し、改めて瀬高町が発足。
    - 清水村・水上村が合併して東山村が発足。

  - 3月20日（2町9村）
    - 川北村・川辺村・宮ノ内村・垂見村が合併して三橋村が発足。
    - 塩塚村・鷹尾村・有明村が合併して大和村が発足。
- 大正12年（1923年）4月1日 - 郡会が廃止。郡役所は存続。
- 大正15年（1926年）7月1日 - 郡役所が廃止。以降は地域区分名称となる。
- 昭和26年（1951年）4月1日 - 柳河町・城内村・沖端村・西宮永村・東宮永村・両開村が合併して柳川町が発足。（2町4村）
- 昭和27年（1952年）
  - 4月1日 - 柳川町が市制施行して柳川市となり、郡より離脱。（1町4村）
  - 6月1日 - 三橋村が町制施行して三橋町となる。（2町3村）
  - 9月1日 - 大和村が町制施行して大和町となる。（3町2村）
- 昭和31年（1956年）9月30日 - 東山村が瀬高町に編入。（3町1村）
- 昭和34年（1959年）4月10日 - 山川村の一部（竹飯・海津）が三池郡高田町に編入。
- 昭和44年（1969年）4月1日 - 山川村が町制施行して山川町となる。（4町）
- 平成17年（2005年）3月21日 - 三橋町・大和町が柳川市と合併し、改めて柳川市が発足、郡より離脱。（2町）
- 平成19年（2007年）1月29日 - 瀬高町・山川町が三池郡高田町と合併してみやま市が発足。同日山門郡消滅。

### 変遷表
| 明治22年以前 | 明治22年4月1日 | 明治22年 - 昭和19年    | 明治22年 - 昭和19年                    | 昭和20年 - 昭和29年   | 昭和20年 - 昭和29年 | 昭和30年 - 昭和63年                 | 平成1年 - 現在                 | 現在     |
| ------------ | -------------- | ---------------------- | -------------------------------------- | --------------------- | ------------------- | ----------------------------------- | ------------------------------ | -------- |
|              | 柳河町         | 柳河町                 | 柳河町                                 | 昭和26年4月1日 柳川町 | 昭和27年4月1日 市制 | 柳川市                              | 平成17年3月21日 柳川市         | 柳川市   |
|              | 西宮永村       | 西宮永村               | 西宮永村                               | 昭和26年4月1日 柳川町 | 昭和27年4月1日 市制 | 柳川市                              | 平成17年3月21日 柳川市         | 柳川市   |
|              | 東宮永村       | 東宮永村               | 東宮永村                               | 昭和26年4月1日 柳川町 | 昭和27年4月1日 市制 | 柳川市                              | 平成17年3月21日 柳川市         | 柳川市   |
|              | 城内村         | 城内村                 | 城内村                                 | 昭和26年4月1日 柳川町 | 昭和27年4月1日 市制 | 柳川市                              | 平成17年3月21日 柳川市         | 柳川市   |
|              | 沖端村         | 沖端村                 | 沖端村                                 | 昭和26年4月1日 柳川町 | 昭和27年4月1日 市制 | 柳川市                              | 平成17年3月21日 柳川市         | 柳川市   |
|              | 両開村         | 両開村                 | 両開村                                 | 昭和26年4月1日 柳川町 | 昭和27年4月1日 市制 | 柳川市                              | 平成17年3月21日 柳川市         | 柳川市   |
|              | 川北村         | 明治40年3月20日 三橋村 | 明治40年3月20日 三橋村                 | 昭和27年6月1日 町制   | 昭和27年6月1日 町制 | 三橋町                              | 平成17年3月21日 柳川市         | 柳川市   |
|              | 川辺村         | 明治40年3月20日 三橋村 | 明治40年3月20日 三橋村                 | 昭和27年6月1日 町制   | 昭和27年6月1日 町制 | 三橋町                              | 平成17年3月21日 柳川市         | 柳川市   |
|              | 垂見村         | 明治40年3月20日 三橋村 | 明治40年3月20日 三橋村                 | 昭和27年6月1日 町制   | 昭和27年6月1日 町制 | 三橋町                              | 平成17年3月21日 柳川市         | 柳川市   |
|              | 宮ノ内村       | 明治40年3月20日 三橋村 | 明治40年3月20日 三橋村                 | 昭和27年6月1日 町制   | 昭和27年6月1日 町制 | 三橋町                              | 平成17年3月21日 柳川市         | 柳川市   |
|              | 鷹尾村         | 明治40年3月20日 大和村 | 明治40年3月20日 大和村                 | 昭和27年9月1日 町制   | 昭和27年9月1日 町制 | 大和町                              | 平成17年3月21日 柳川市         | 柳川市   |
|              | 塩塚村         | 明治40年3月20日 大和村 | 明治40年3月20日 大和村                 | 昭和27年9月1日 町制   | 昭和27年9月1日 町制 | 大和町                              | 平成17年3月21日 柳川市         | 柳川市   |
|              | 有明村         | 明治40年3月20日 大和村 | 明治40年3月20日 大和村                 | 昭和27年9月1日 町制   | 昭和27年9月1日 町制 | 大和町                              | 平成17年3月21日 柳川市         | 柳川市   |
|              | 清水村         | 明治40年1月1日 東山村  | 明治40年1月1日 東山村                  | 東山村                | 東山村              | 昭和31年9月30日 瀬高町に編入        | 平成19年1月29日 みやま市の一部 | みやま市 |
|              | 水上村         | 明治40年1月1日 東山村  | 明治40年1月1日 東山村                  | 東山村                | 東山村              | 昭和31年9月30日 瀬高町に編入        | 平成19年1月29日 みやま市の一部 | みやま市 |
|              | 上瀬高町       | 明治34年1月1日 瀬高町  | 明治40年1月1日 瀬高町                  | 瀬高町                | 瀬高町              | 瀬高町                              | 平成19年1月29日 みやま市の一部 | みやま市 |
|              | 下瀬高町       | 明治34年1月1日 瀬高町  | 明治40年1月1日 瀬高町                  | 瀬高町                | 瀬高町              | 瀬高町                              | 平成19年1月29日 みやま市の一部 | みやま市 |
|              | 川沿村         | 川沿村                 | 明治40年1月1日 瀬高町                  | 瀬高町                | 瀬高町              | 瀬高町                              | 平成19年1月29日 みやま市の一部 | みやま市 |
|              | 小川村         | 小川村                 | 明治40年1月1日 瀬高町                  | 瀬高町                | 瀬高町              | 瀬高町                              | 平成19年1月29日 みやま市の一部 | みやま市 |
|              | 本郷村         | 本郷村                 | 明治40年1月1日 瀬高町                  | 瀬高町                | 瀬高町              | 瀬高町                              | 平成19年1月29日 みやま市の一部 | みやま市 |
|              | 緑村           | 緑村                   | 明治40年1月1日 瀬高町 （松田・大広園） | 瀬高町                | 瀬高町              | 瀬高町                              | 平成19年1月29日 みやま市の一部 | みやま市 |
|              | 緑村           | 緑村                   | 明治40年1月1日 山川村 （清水・河原内） | 山川村                | 山川村              | 昭和44年4月1日 町制                 | 平成19年1月29日 みやま市の一部 | みやま市 |
|              | 富原村         | 富原村                 | 明治40年1月1日 山川村                  | 山川村                | 山川村              | 昭和44年4月1日 町制                 | 平成19年1月29日 みやま市の一部 | みやま市 |
|              | 万里小路村     | 万里小路村             | 明治40年1月1日 山川村                  | 山川村                | 山川村              | 昭和44年4月1日 町制                 | 平成19年1月29日 みやま市の一部 | みやま市 |
|              | 竹海村         | 竹海村                 | 明治40年1月1日 山川村                  | 山川村                | 山川村              | 昭和34年4月10日 三池郡 高田町に編入 | 平成19年1月29日 みやま市の一部 | みやま市 |

## 行政
歴代郡長
| 代 | 氏名 | 就任年月日                | 退任年月日                | 備考                   |
| -- | ---- | ------------------------- | ------------------------- | ---------------------- |
| 1  |      | 明治11年（1878年）11月1日 |                           |                        |
|    |      |                           | 大正15年（1926年）6月30日 | 郡役所廃止により、廃官 |

郡長を務めた主な人物
- 十時一郎